# Museo Nacional de Arte de Azerbaiyán
El Museo Nacional de Arte de Azerbaiyán (en azerí: Azərbaycan Milli İncəsənət Muzeyi), es un museo de bellas artes ubicado en la capital de dicho país, Bakú. Es uno de los principales museos de arte de Azerbaiyán. El museo fue inaugurado en 1920. El edificio está ubicado en un palacio neoclásico, que data de 1885. El museo cuenta con 60 salas de exposición donde se alojan la colección permanente y las exposiciones temporales.

## Colección
El Museo Nacional de Arte de Azerbaiyán tiene una amplia y variada colección de pinturas, dibujos, escultura y artes menores o decorativas. Aunque se centra en el arte azerbaiyana, conserva obras de muchos destacados artistas europeos y asiáticos. Las colecciones de arte abarcan desde el siglo XV hasta el XX.
El museo contiene unos 15.000 objetos de todos, con 12.000 objetos almacenados y tiene más de 3.000 objetos en su exposición permanente, a los que se agregan otros durante eventos especiales. El museo organiza periódicamente exposiciones temporales. El apartado más grande está dedicada a los pintores más famosos de Azerbaiyán. También contiene las pinturas del vanguardismo azerbaiyano. El apartado más conocido es el de Europa entre los siglos XVI y XIX, con pintura, escultura y artes menores o decorativas.
Contiene una importante colección de obras de arte oriental, especialmente el arte persa, turco, chino y japonés. La colección incluye entre sus piezas una enorme cantidad de laca miniatura, libros en miniatura, iconos, esmaltes cloisoné, cerámica y cucharas sorbetes. Entretanto, la colección del museo sigue creciendo. Desde sus inicios, el museo ha constituido una importante colección a partir de compras y donaciones de obras de arte. El museo realiza también otras funciones como son las de estudio, conservación y restauración de obras de arte.

## Obras destacadas
Entre los pintores representados se encuentran:

### Pintores azerbaiyanos
- Mir Mohsun Navvab
- Bahruz Kangarli
- Tahir Salahov
- Azim Azimzade
- Salam Salamzade
- Vidadi Narimanbekov
- Mikayil Abdullayev
- Togrul Narimanbekov

### Pintores extranjeros

#### Escuela italiana
- Guercino
- Leandro Bassano
- Francesco Solimena
- Lorenzo Bartolini

#### Escuela francesa
- Jules Dupré
- Gaspard Dughet
- Pascal Dagnan-Bouveret
- Jean-Joseph Benjamin-Constant

#### Escuelas flamenca y holandesa
- Frans Hals
- Michiel Jansz. van Mierevelt
- Adriaen Brouwer
- Adriaen van Ostade
- Justus Sustermans
- Pieter Claesz

#### Escuela alemana
- Johann Heinrich Roos
- Fritz August Kaulbach

#### Escuela polaco
- Jan Styka

#### Escuela rusa
- Karl Briulov
- Alekséi Venetsiánov
- Vasily Vereshchagin
- Isaac Levitan
- Vladímir Makovski
- Valentin Serov
- Vladímir Borovikovski
- Vasili Tropinin
- Konstantín Korovin
- Iván Shishkin